# ناتالیا کلیمووا
ناتالیا کلیمووا (انگلیسی: Natalya Klimova؛ زادهٔ ۳۱ مهٔ ۱۹۵۱) بازیکن بسکتبال اهل اتحاد جماهیر شوروی سوسیالیستی بود.